# Marzio Bernardinetti
Marzio Bernardinetti (Cenciara, 2 marzo 1914 – Rieti, 16 ottobre 2008) è stato un politico italiano.

## Biografia
Avvocato ed esponente della Democrazia Cristiana. Fu deputato dal 1948 al 1958, presidente della provincia di Rieti dal 1961 al 1963 e senatore dal 1963 al 1972.
Morì nel 2008, all'età di 94 anni.